# Terratrèmol de Marràqueix-Safi de 2023
El Terratrèmol de Marràqueix-Safi de 2023 va ser un terratrèmol de 6,8 (Mw) que va tenir lloc a la regió de Marràqueix-Safi a les 23:11h (hora catalana) del 8 de setembre del 2023. El sisme va tenir el seu epicentre a 71,8 km al sud-oest de Marràqueix, a prop del poble muntanyenc d'Ighil.
Es va produir a conseqüència d'una falla obliqua poc profunda situada sota la serralada de l'Atles. Es van registrar almenys 2.947 morts i més de 5.674 ferits (1.404 molt greus), la majoria fora de Marràqueix i en zones muntanyoses de difícil accés. Els danys van ser generalitzats i van afectar edificis i monuments històrics de Marràqueix.
Mentre moltes persones afectades seguien sense rebre cap ajut del govern 4 dies després, es va produir la polèmica que el rei del Marroc, Mohamed VI, només havia autoritzat rebre ajut de 4 països (Emirats Àrabs Units, Espanya, Qatar i Regne Unit), mentre altres països que estaven preparats seguien vetats, com era el cas dels Estats Units, França, l'Índia o Israel. El govern marroquí argumentava que primer havia d'analitzar les necessitats sobre el terreny.
- Mapa d'intensitat del terratrèmol
- Sismograma